# Eberhard Preußner
Eberhard Preußner (* 22. Mai 1899 in Stolp, Pommern; † 15. August 1964 in München) war ein deutscher Musikwissenschafter und Musikpädagoge.

## Leben
Eberhard Preußner war das zweite von drei Kindern von Oskar und Jenny Preußner. Seine Kindheit und Jugend verbrachte er in Stettin, wo sein Vater Direktor der dortigen Bismarck-Oberrealschule war. Eberhard Preußner besuchte das Marienstiftsgymnasium in Stettin. Von 1916 bis 1918 diente er als Soldat im Ersten Weltkrieg. Nach dem Krieg studierte an der Berliner Hochschule für Musik und an der Universität Berlin, wo er 1924 mit der Dissertation Die Methodik im Schulgesang der evangelischen Lateinschulen des 17. Jahrhunderts zum Dr. phil. promoviert wurde. Er widmete sich der Musikpädagogik. 1928 wurde er Redakteur der Zeitschrift Die Musik und war bis 1934 Mitarbeiter von Leo Kestenberg am Berliner Zentralinstitut für Erziehung und Unterricht sowie in den Jahren 1930–1944 Herausgeber der Musikzeitschrift Die Musikpflege.
Nach der „Machtergreifung“ der Nationalsozialisten gehörte er trotz mehrfacher Denunziationen wegen seiner ehemaligen Zusammenarbeit mit Kestenberg bis 1945 der Reichsmusikkammer an. 1939 ging Preußner an das Salzburger Mozarteum, wo er Dozent und geschäftsführender Direktor wurde und das Konzertamt der Stadt leitete. 1945 war er zunächst an der Salzburger Volkshochschule tätig, lehrte aber weiterhin als Dozent für Musikgeschichte und Musikerziehung am Mozarteum, wo er 1949 nach Annahme der österreichischen Staatsbürgerschaft zum a.o. Professor ernannt wurde.  1959 wurde Preußner ordentlicher Professor, Präsident der Akademie für Musik und darstellende Kunst, Leiter der Internationalen Sommerakademie Mozarteum Salzburg, Generalsekretär der Association Européenne des Académies, Cons. et Musikhochschulen und Herausgeber der Musikpädagogischen Bibliographie. Neben einigen Gastprofessuren in den USA wurde Preußner im Jahre 1960 Mitglied des Direktoriums der Salzburger Festspiele.
Er erhielt zahlreiche Auszeichnungen, wie 1957 das Goldene Ehrenzeichen für Verdienste um die Republik Österreich und 1964 das Österreichische Ehrenkreuz für Wissenschaft und Kunst.
Preußner war der Patenonkel des Cellisten Wolfgang Boettcher, der später seine Nichte Regine Vollmar heiratete.

## Schriften (Auswahl)
- Allgemeine Pädagogik und Musikpädagogik. Leipzig 1929.
- Die musikalischen Reisen des Herrn v. Uffenbach. Reisetagebuch 1712–1716. Kassel und Basel 1949.
- Musikgeschichte des Abendlandes. Eine Betrachtung für den Musikliebhaber. 1951.
- Allgemeine Musikerziehung. Heidelberg 1959.
- Wie studiere ich Musik? Heidelberg 1962.